# Yaou Aïssatou
Yaou Aïssatou (nascida em 28 de novembro de 1951) é a Diretora Geral da Corporação Nacional de Investimento de Camarões (NIS). Ela também foi primeira ministra de Assuntos Femininos de Camarões.

## Infância
Aïssatou é filha do lamido de Tchéboa na Região Norte dos Camarões, onde frequentou o liceu. Ela estudou no Lycée Technique em Douala, onde em 1971 obteve o grau de bacharelato . Após o seu bacharelato, Aïssatou estudou economia na Universidade de Rouen, na França, graduando em 1975. Aïssatou serviu o NIS em Camarões por um curto período antes de se mudar para os Estados Unidos para estudar na Universidade de Georgetown e na Escola de Pos-Graduação de Claremont, graduando-se com MBA .

## Carreira
Ao retornar aos Camarões em 1979, Aïssatou voltou ao NIS como vice-diretora de finanças. Em fevereiro de 1984, Aïssatou recebeu seu primeiro cargo ministerial como primeira ministra de Assuntos Femininos de Camarões. Em março de 1985, Aïssatou substituiu Delphine Zanga Tsogo como presidente do escritório nacional da Organização das Mulheres do Movimento Democrático Popular dos Camarões e foi promovida em maio de 1988 ao cargo de Ministra de Assuntos Sociais e da Mulher, servindo até abril de 2000. Em 2009, Aïssatou foi nomeada pelo decreto presidencial como a nova chefe do NIS, substituindo Esther Dang Belibi que renunciou em uma disputa furiosa.